# دييغو مادريغال
دييغو مادريغال (بالإسبانية: Diego Madrigal)‏ (19 مارس 1989 بسان خوسيه في كوستاريكا - ) هو مدرب كرة قدم ولاعب كرة قدم كوستاريكي في مركز الوسط. شارك مع منتخب كوستاريكا تحت 20 سنة لكرة القدم ومنتخب كوستاريكا تحت 23 سنة لكرة القدم ومنتخب كوستاريكا لكرة القدم. أما مع النوادي، فقد لعب مع ديبورتيفو سابريسا وسيرو بورتينيو ونادي إنتر باكو ونادي جامعة كوستاريكا ‏ ونادي ألاجولينسي وسانتوس دي جوابيلز ‏ وBelén F.C. ‏ ونادي هيريديانو.

## وصلات خارجية
- دييغو مادريغال على موقع الاتحاد الدولي (مؤرشف)  (الإنجليزية)
- دييغو مادريغال على موقع قاعدة بيانات كرة القدم.إي يو (الإنجليزية)
- دييغو مادريغال على موقع ناشيونال فوتبول تيمز (الإنجليزية)
- دييغو مادريغال على موقع Soccerway.com (الإنجليزية)
- دييغو مادريغال على موقع عالم كرة القدم.نت (الإنجليزية)